# Christophe Aubanel
Pour les articles homonymes, voir Aubanel.
Christophe Aubanel est un footballeur français né le 3 septembre 1976 à Marseille. Il évolue au poste d'attaquant.

## Biographie
Aubanel intègre le centre de formation du Sporting Toulon Var à quatorze ans. Après une saison au Burel FC (club marseillais), il revient au FCT et dispute son premier match chez les pros avec le club varois, tout juste relégué en National 1 lors de la saison 1993-1994. Il dispute même plusieurs matchs en équipe de France de jeunes. Avec les différents soucis du club toulonnais, le prometteur milieu de terrain échoue dans différents clubs de CFA dans la seconde moitié des années 1990 : l'Union sportive Marseille Endoume Catalans à deux reprises, l'Île-Rousse, l'USL Dunkerque, l'US Boulogne et l'Porto Vecchio. Parallèlement à sa carrière amateur, il travaille en tant que gérant d'un bar et comme ouvrier rotativiste de nuit au journal La Provence.
C'est en 2000 que sa carrière prend un tournant décisif. Le FC Gueugnon, vainqueur surprise de la Coupe de la Ligue la saison précédente (en finale contre le Paris SG, 2-0), lui offre son premier contrat professionnel. Recruté comme joueur de complément, il n'est titulaire que trois fois avant la trêve de Noël. Malgré un temps de jeu limité, il inscrit trois buts en Division 2 au cours du mois d'octobre 2000, les trois fois alors qu'il était rentré en cours de match. Il découvre également la Coupe d'Europe en disputant le match retour du premier tour la Coupe de l'UEFA contre l'Iraklis Thessalonique en remplaçant Federico Bessone à la 84e minute. Lors de sa première saison, il dispute les neuf derniers matchs en tant que titulaire, dont huit titularisations. Cette fin de saison lui permet de s'installer durablement comme titulaire. En quatre saisons avec le club bourguignon, il dispute 112 matchs toutes compétitions confondues. Seul point noir : lors de la saison 2002-2003, il écope de trois cartons rouges au cours de la saison, dont deux pour « acte de brutalité ». 
À l'été 2004, son ambition est donc de franchir un palier. Le FC Lorient, qui vient de terminer quatrième de Ligue 2, lui offre cette opportunité. Cependant, concurrencé en attaque par des joueurs comme Jérémy Morel ou Bakari Koné, il ne parvient pas à s'imposer au sein de l'équipe morbihannaise et ne dispute que six matchs de championnat dont seulement deux comme titulaire plus une rencontre de Coupe de la Ligue contre l'EA Guingamp. Il signe donc à l'US Créteil fin janvier 2005 et alors que le club val-de-marnais a déjà recruté Bernard Diomède et Cyril Domoraud. Guy David est alors entraîneur du club et qualifie son milieu offensif de « caméléon » dans la presse. Il inscrit un but et obtient un penalty lors des trois premiers matchs. Avec son apport offensif, Créteil obtient officiellement son maintien lors de la 37e journée contre le Stade lavallois. La saison suivante est historique pour l'USC, qui termine 8e de Ligue 2. Elle l'est aussi pour son milieu de terrain « de poche » qui réalise la saison la plus complète de sa carrière en participant à 36 matchs de championnat, où il délivre de nombreuses passes décisives. Lors du mois d'août 2005, il contribue au début de saison euphorique du club francilien en inscrivant 3 buts lors des 2e, 3e et 4e journées. Cependant, au mois de mars, les Béliers perdent tout espoir de montée en Ligue 1. 
À l'issue de cette saison, « Coco » Aubanel rejoint le FC Istres afin de revenir dans sa région natale. Nommé capitaine au sein du club des Bouches-du-Rhône, il ne retrouve pas son niveau cristolien et ne dispute que 21 matchs en L2. Sa fin de carrière dans le Sud de la France est partagée entre CFA et CFA 2 : il dispute une saison avec le Stade olympique Cassis Carnoux en 2007-2008, une autre avec la réserve de l'Olympique de Marseille en 2008-2009 et une dernière avec le GFCO Ajaccio en 2009-2010.

## Image
D'un gabarit petit et maigre (1,68 m pour 62 kg), Christophe Aubanel porte de nombreux tatouages et piercings. Il a également eu parfois les cheveux décolorés en blond platine. 
Egalement connu pour trafic de drogue, il est arrêté et condamné à 3 ans de prison en 2017. 

## Palmarès
- Champion de CFA (Groupe C) en 2008 avec Cassis Carnoux